# 約拿單·亞腓斯
約拿單·亞腓斯，或譯約納堂·阿弗斯（希伯來語：יונתן הוופסי；古希臘語：Ἰωνάθαν Ἀπφοῦς，？—前143年），是猶太馬加比家族的領導者，後臣屬於塞琉古帝國，統治時間從前161年到前143年。「亞腓斯」（Ἀπφοῦς）是他的綽號，意思可能是「虛偽者」、「謹慎者」或是「通權達變者」，綽號展現他的人格特質。

## 領導猶太反抗軍

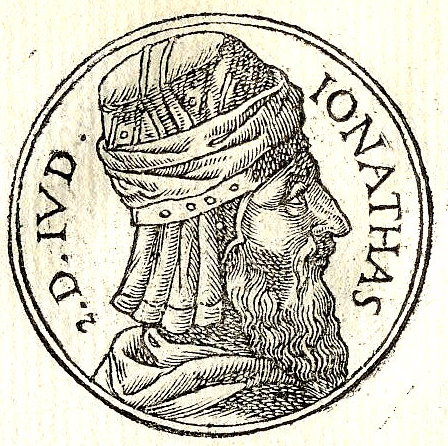
約拿單·亞腓斯的畫像

約拿單·亞腓斯是瑪他提亞五個兒子中的么兒。他的父親瑪他提亞屬於祭司家族，並發起馬加比起義對抗塞琉古帝國安條克四世，然而反亂還在初始階段瑪他提亞就於前167年去世。
瑪他提亞把大業交給他的兒子約拿單、猶大、約翰、西門、以利亞撒等人，他們擁護猶大為反抗軍統帥和領導者，繼續父親的反抗事業。約拿單在他的兄弟猶大·馬加比領導下參與多場對抗塞琉古軍隊的戰役，他在戰場上的英勇表現使他名氣無疑僅次於兄長猶大·馬加比。前161年或前160年的厄拉撒戰役中，塞琉古帝國德米特里一世的將軍巴吉底獲得勝利，猶大·馬加比不幸戰死，加上因朱迪亞地區爆發歉收，巴吉底趁機進攻，反抗軍在剛失去領袖下幾乎遭到毀滅，在這個最低潮時刻約拿單·亞腓斯被舉為新任反抗軍統帥。
約拿單知道巴吉底正試圖追討殘餘的反抗軍分子，他立即帶著他的兄長西門和其他部下逃往約旦河東岸的沙漠地帶躲藏，他們於阿斯法爾（Asphar）的沼澤附近安營。當巴吉底探聽到約拿單他們的去向，率領大軍前來討伐。於是約拿單先派他的兄長約翰帶著小分隊護衛所有的錙重，交給友好的納巴泰人保管，但這安排被敵對的楊布黎（Jambri）部族發現，在運輸中途約翰的分隊遭到突擊，約翰被殺錙重也被奪走。約拿單知道兄長約翰分隊的結局之後，悲憤的想為兄長報仇。很快地，約拿單得知那群楊布黎人正要準備盛大的婚事，並帶人埋伏起來，約拿單等人在婚禮進行時展開攻擊，殺了許多敵人，並洗劫他們的財物，來為約翰報仇。
巴吉底得知消息後，特地選了安息日這一天進攻約拿單，約拿單被迫率領部下與敵軍對陣，他鼓勵士氣與塞琉古軍作戰。戰鬥中約拿單一度想在戰場上與巴吉底單挑並想殺了他，但巴吉底迴避了約拿單的殺招。最後這場戰役反抗軍還是被擊敗，約拿單帶著殘軍逃往約旦河西岸，幸好塞琉古軍僅追擊至約旦河岸就停止，巴吉底之後返回耶路薩冷。此時親塞琉古的大祭司阿爾息穆斯去世，而巴吉底認為剛擊敗約拿單軍，朱迪亞地區已經暫時穩固，就返回安條克。

## 戰局轉變
接下來兩年，約拿單暗地繼續他的行動，並同時對付希臘化的猶太人，勢力逐漸強大。在巴吉底離開朱迪亞的兩年後，阿卡的人們越來越受到約拿單的威脅，於是他們請求塞琉古國王德米特里一世能再派巴吉底返回朱迪亞，來對付反抗軍。
巴吉底在前來途中，先聯絡當地親塞琉古的猶太人，命他們趁得約拿單大意之時突擊並逮捕他，但這記謀被洩漏出去，約拿單因此逃過一劫。約拿單反過頭來試圖抓出這些親塞琉古的猶太人，並殺了其中50位首腦，之後他再度率軍退到荒野，並修繕貝特巴息（Beth-hogla）要塞。巴吉底到來後修築攻城武器，率大軍圍攻這座要塞。約拿單讓兄長西門守著這座要塞，自己率兵展開游擊戰，約拿單此時已對游擊戰更有經驗了，猶太反抗軍一開始就是主要採用這個戰術，來避免與塞琉古軍直接正面對決，他們經常跑到敵後焚毀敵人的軍械，最後約拿單和西門的部隊聯手夾擊下塞琉古軍大敗。對於戰情失利加上反抗軍的游擊隊焚毀物資所苦，巴吉底性情變得憤怨難安，據《瑪加伯上》所記載，當時巴吉底在失利挫敗下殺了50位為他獻計的希臘化人。
巴吉底現在無法繼續戰事下去，只能面對反抗軍已經坐大的事實。當約拿單得知巴吉底有意撤軍，於是他派人與巴吉底連繫，希望雙方能商談停戰並交換戰俘。巴吉底很快地答應條件，甚至發誓不會再與約拿單敵對，之後他率軍離開了朱迪亞，約拿單再度歸順塞琉古帝國，並在帝國境內成為一股半自治勢力。
前158年，勝利的約拿單之後以米革瑪斯（Michmash）為他的居所，開始進行內政，並且致力根除希臘化對猶太人的影響，開始一段和平期間。

## 大祭司
約拿單必定利用這段和平間發展力量，使他的勢力越來越強盛，當塞琉古帝國發生嚴重的異變，約拿單勢力的舉動就變得格外重要。塞琉古國王德米特里一世與鄰國帕加馬阿塔羅斯二世和埃及托勒密六世、克麗奧佩脫拉二世的關係越趨惡化，這些鄰國於是扶持亞歷山大·巴拉斯成為塞琉古國王，亞歷山大他自稱是安條克四世的兒子。
陷入內戰的德米特里就把猶地亞的駐軍調回，除了耶路撒冷阿克拉要塞和貝特族爾（Beth-zur）還保留著。德米特里為了爭取約拿單的忠誠，為了不讓他與亞歷山大一夥，他允許約拿單擁有軍隊的徵招權，並把阿克拉的人質歸還給他，甚至耶路撒冷也交給了他。約拿單很欣喜的接受這條約，並於前153年親自進駐耶路撒冷，之後他很快就開始修繕城防。
自然，亞歷山大也想爭取約拿單，他提供更優獲的條件，其中包含任命他為大祭司。約拿單隨即改變立場，並與亞歷山大結盟，支持亞歷山大打贏內戰。在他的家族中約拿單是第一位成為大祭司的人，這職位並不是僅僅名稱響亮，就此約拿單成為猶太人的長官，且希臘化人再也無法輕易向他敵對。前153年的住棚節，約拿單正式身裝大祭司的服裝，成為大祭司。
德米特里得知約拿單偏向亞歷山大陣營，連忙再向約拿單展現更多好處，甚至要把猶地亞全境和周邊都交由他管理，還有免除猶太人許多歲賦。但約拿單不信任德米特里，且認為德米特里給予的讓步實在是太誇張以至於不太可能實現，他決定仍與亞歷山大站在一起。約拿單在這次事件中押對了寶，德米特里最後於前150年失去王位和性命，亞歷山大打贏內戰，成為塞琉古帝國唯一的國王。亞歷山大還與他的盟友托勒密六世結為聯姻，娶了托勒密六世和克麗奧佩脫拉二世的女兒克麗奧佩脫拉·特婭。婚禮於托勒邁斯舉行，托勒密六世也親臨現場，同時約拿單也受邀參加慶祝典禮。
約拿單帶著許多禮物來到托勒邁斯，並獻給這兩位國王。國王們對約拿單很重視，讓他坐在國王們的位置旁以示顯耀。儘管當場有猶地亞希臘化人的代表向亞歷山大控訴約拿單，亞歷山大不聽他們訴言，甚至還命人為約拿單穿上自己皇家的紫袍來展顯他的榮耀以及對他的信任。最後亞歷山大任命約拿單為猶地亞的統帥和民政長官（meridarch），並且榮重送他回耶路撒冷。

## 擊敗阿波羅尼烏斯
前147年，塞琉古帝國內戰再度爆發，德米特里一世之子德米特里二世自立為國王，並要奪回塞琉古政權。約拿單作為亞歷山大·巴拉斯的官員和盟友，這次仍效忠亞歷山大，並展現出堅強的力量。德米特里二世命阿波羅尼烏斯為柯里敘利亞總督，阿波羅尼烏斯手頭上還有不少的軍隊，於是阿波羅尼烏斯派人去約拿單那邊挑釁，要約拿單來與他對決，甚至還羞辱猶太人祖先曾經兩次被趕出家園。
約拿單聽了大怒，於是與兄長西門率兵10,000人攻擊有阿波羅尼烏斯駐軍的雅法城（Jaffa），因為沒有預料到約拿單的軍事行動，雅法人完全沒有任何準備，最後雅法人把城門打開投降約拿單。但這次勝利沒有影響戰局，阿波羅尼烏斯甚至引誘約拿單的軍隊來到空曠的平原，除此之外那裡還有3,000名阿波羅尼烏斯騎兵增援，來與阿波羅尼烏斯的主軍會合。兩軍於平原交鋒，約拿單發覺自己戰線背後埋伏著1,000名阿波羅尼烏斯騎兵，但還是受到夾擊。然而，猶太軍仍堅守戰列，苦戰到底，直到敵人的騎兵疲弊，在奮勇突擊下擊敗了敵軍。約拿單持續追擊敗兵，敗兵逃入阿左托避難，約拿單就先燒掉阿左托鄰近的城鎮，並奪下阿左托，燒死於阿左托大袞神廟尋求庇護的敵兵。之後猶太軍帶著戰利品返回耶路撒冷。亞歷山大·巴拉斯對於這次猶太大祭司約拿單的勝利相當高興，並把以革倫和附近地區給他管理。
亞歷山大的岳父托勒密六世也率軍沿著海岸朝腓尼基進軍，宣稱要對付德米特里，托勒密六世本來就對敘利亞的領土懷抱不軌，加上亞歷山大·巴拉斯沒有對他起疑，因此托勒密在進軍途中沒有遇到任何阻礙，於是托勒密沿途占領這些城市。當托勒密進軍至阿左托，看到一片廢墟，也聽到當地人控訴約拿單的行為，但他沒有表示任何評論。隨後，約拿單親自來雅法與托勒密六世友好會面，並伴隨埃及國王一段路程直到厄婁特洛河邊（River Eleutherus）才返回猶地亞。托勒密六世近乎收回敘利亞的失土，直到到達佩里亞的塞琉西亞才公開與亞歷山大·巴拉斯敵對，並與德米特里二世同盟。

## 德米特里二世治下
前145年，亞歷山大·巴拉斯的軍隊在安條克戰役被托勒密六世擊敗，亞歷山大於逃亡中被殺，幾天後托勒密六世傷重逝世，這場戰爭如此結束，德米特里二世成為塞琉古的唯一國王，並娶了亞歷山大的王后克麗奧佩脫拉·特婭。約拿單本來就不屬於德米特里二世的陣營，他趁著這個機會想奪取耶路撒冷的阿克拉要塞，這裡龐大的塞琉古駐軍已經效忠德米特里二世，並且裡面還有前來避難的希臘化猶太人。得知要塞遭到圍攻，大怒的德米特里二世立即率軍來到托勒邁斯，命令約拿單停止軍事行動，並要求他親自來托勒邁斯一趟。約拿單並不想要與德米特里全面開戰，他解了圍並帶著高級祭司和長老前去托勒邁斯，獻上許多禮物，承諾繼續效忠塞琉古國王。而德米特里二世對此相當高興，仍讓他繼續擔任大祭司，還把撒馬利亞的阿斐賴瑪（Ephraim）、盧德、辣瑪塔因（Ramathaim）三個政區（Toparchy）劃入朱迪亞，交給約拿單管理，另外還授予約拿單皇家夥友的稱號。趁著國王欣喜的機會，約拿單希望獻上300塔蘭同還換取朱迪亞的免賦稅，德米特里欣然答應，免除了一切賦稅。
約拿單一直想要獲取耶路撒冷的阿克拉要塞，於是他派人請求德米特里二世把要塞交給他。此時德米特里在國內並沒有受到他的希臘軍隊和臣民歡迎，不得不依靠外籍部隊保障他的安全。因此德米特里要求約拿單派遣3,000名猶太士兵擔任他的部隊，並承諾之後會把要塞交給約拿單。猶太士兵來到安條克城後，安條克的士民因不滿德米特里的統治，群起暴動要攻擊他。於是德米特里利用猶太士兵鎮壓了這場暴動，當猶太士兵完成任務返回耶路撒冷，德米特里卻沒有遵守他的約定。 
然而，德米特里的王位還是坐的不安穩，原本是亞歷山大·巴拉斯的將軍狄奧多特·特里豐，他擁護亞歷山大·巴拉斯年僅三歲的兒子安條克六世為王，發動了內戰。他們召納不滿德米特里二世的軍隊，包圍首都安條克城，迫使德米特里二世退出安條克。

## 反叛德米特里二世
此時，約拿單認為德米特里二世沒有遵守諾言，加上狄奧多特·特里豐願意承認他的大祭司地位，還要把四個政區交由給他，除了給予許多禮物和榮譽外，狄奧多特還任命約拿單的兄長西門·太西為泰爾一帶到埃及邊界之間沿海地區的統帥（strategos），儘管這一帶地區並不掌握在狄奧多特手中。在許多誘因下，約拿單叛離了德米特里二世，也因為他的兄長西門現在是沿海這一地區名義上的統帥，於是約拿單和西門開始派兵征服這一地區，且當地許多德米特里二世的塞琉古軍也投降約拿單，如亞實基倫就主動投降。然而，加薩的塞琉古軍仍效忠德米特里，他們拒絕投降，但在約拿單軍圍攻下加薩也投降了。在平定這一帶後，約拿單獲得德米特里二世的將軍正從北方南下，準備討伐他。約拿單並讓西門統領新得的領地，自己率軍北上迎敵。在哈祚爾平原戰役中約拿單軍中了敵人的埋伏，約拿單軍許多士兵紛紛潰逃，但約拿單死戰不退來鼓舞士氣，終究擊敗了敵人，返回了耶路撒冷。
根據《瑪加伯上》記載，約拿單見自己的勢力已經擴大、穩固，於是在這段時期他決定與外國勢力通好。約拿單派人與羅馬共和國重續盟約，還寫信給希臘的斯巴達人重修交情.
。然而，這件事是否屬實還有些疑問。
隨後，德米特里的將軍再度南下，帶著更多部隊要在挑戰約拿單的勢力，約拿單率軍越過邊境主動出擊，迫使德米特里軍臨陣自行撤退。約拿單之後繼續進擊，期間掠奪附近阿拉伯的部落，他的攻勢一直到推到大馬士革才凱旋而返。約拿單返回朱迪亞後，命人繼續圍困耶路撒冷的阿克拉要塞，還在朱迪亞一帶增設要塞等防禦設施。

## 被狄奧多特·特里豐設計、身亡
狄奧多特·特里豐內心已經想廢除傀儡的安條克六世，好讓自己做國王，然而他擔心約拿單勢力過大會阻礙他。於是狄奧多特進軍至約拿單勢力的邊界附近，約拿單擔心狄奧多特有甚麼企圖，率領40,000大軍來到貝特商（Bet She'an）。狄奧多特為了讓約拿單方放鬆戒心，承諾會給約拿單更多好處來換取雙方的友誼，甚至邀請約拿單來托勒邁斯一趟，並說要把該城交給他。約拿單完全中了狄奧多特的圈套，他遣返他的大軍返回猶地亞，僅帶著1,000名親兵來到托勒邁斯，當約拿單一進入該城，托勒邁斯的駐軍立即關上城門，生擒了約拿單並殺了他的親兵。
狄奧多特想趁著猶太人群龍無首的時候率兵進軍，他挾持約拿單來到哈狄得（Hadid），卻發現猶太人已經擁護約拿單的兄長西門·太西為領導者，並做好各種禦敵準備。最後他放棄與猶太人正面衝突，於是要求西門付出100塔蘭同和約拿單的兩個兒子為質來交換約拿單的自由。西門按照狄奧多特的要求照辦了，但仍換不回約拿單的自由，狄奧多特很可能想為耶路撒冷的阿克拉要塞解圍，因為要塞中的希臘駐軍已經陷入缺糧中，然而西門的軍隊阻礙狄奧多特的進軍。隨著大雪來臨，狄奧多特被迫放棄這次行動，在盛怒下於約旦東部的巴斯加瑪（Baskama）殺了約拿單，之後退軍過冬。後來西門遣人運回約拿單的遺體，埋葬於於莫迪恩的家族墓地。對於約拿單那兩個為人質的兒子，他們的結局沒有任何記載，但可知約拿單還有一個女兒，猶太歷史學家弗拉維奧·約瑟夫斯就是她的後代。

## 腳註
1. ↑   瑪加伯上 2:5
2. ↑  net.bible.org Apphus[永久]
3. ↑  net.bible.org Maccabees[永久]
4. ↑   瑪加伯上 9:32-36
5. ↑   弗拉維奧·約瑟夫斯 《猶太古史》 xiii. 1, § 2
6. ↑   瑪加伯上 9:37-49
7. ↑   弗拉維奧·約瑟夫斯 《猶太古史》 xiii. 1, §§ 3-4
8. ↑   在《瑪加伯上》希臘文中，提到這個要塞稱為Βαιδβασὶ，而約瑟夫斯則是記為Βηϑαλαγά，地點可能靠近杰里科
9. ↑  瑪加伯上. 9.55-73; 弗拉維奧·約瑟夫斯 《猶太古史》 xiii. 1, §§ 5-6.在《瑪加伯上》提到「以色列地干戈於是止息」，實際上並沒有一項來源提到這後五年內的大事
10. ↑  瑪加伯上. 10.1-46; 弗拉維奧·約瑟夫斯, 《猶太古史》，xiii. 2, §§ 1-4
11. ↑  meridarch是政區的民政長官，約瑟夫斯對此沒有詳細解釋
12. ↑  瑪加伯上. 10.51-66; 弗拉維奧·約瑟夫斯, 《猶太古史》，xiii. 4, § 1
13. ↑  瑪加伯上. 10.67-89, 11.1-7; 弗拉維奧·約瑟夫斯, 《猶太古史》，xiii. 4, §§ 3-5
14. ↑  瑪加伯上. 11.20; 弗拉維奧·約瑟夫斯, 《猶太古史》，xiii. 4, § 9
15. ↑  瑪加伯上. 11.21-52; 弗拉維奧·約瑟夫斯, 《猶太古史》，xiii. 4, § 9; 5, §§ 2-3; "R. E. J." xlv. 34
16. ↑  瑪加伯上. 11.53-74; 弗拉維奧·約瑟夫斯, 《猶太古史》，xiii. 5, §§ 3-7
17. ↑  瑪加伯上. 12.33-38, 41-53; 弗拉維奧·約瑟夫斯, 《猶太古史》，xiii. 5, § 10; 6, §§ 1-3
18. ↑  瑪加伯上. 13.12-30; 弗拉維奧·約瑟夫斯, 《猶太古史》，6, § 5
19. ↑  弗拉維奧·約瑟夫斯, "Vita," § 1

## 來源
- Jonathan Maccabaeus

| 約拿單·亞腓斯 哈希芒王朝出生于：?逝世於：前143年 | 約拿單·亞腓斯 哈希芒王朝出生于：?逝世於：前143年 | 約拿單·亞腓斯 哈希芒王朝出生于：?逝世於：前143年 |
| ------------------------------------------------ | ------------------------------------------------ | ------------------------------------------------ |
| 前任者： 猶大·馬加比                             | 馬加比軍領導者 前160年 – 前143                   | 繼任者： 西門·太西                               |
| 前任者 不明                                      | 以色列大祭司 前152年 – 前143年                   | 繼任者： 西門·太西                               |